# Pentzia tortuosa
Pentzia tortuosa là một loài thực vật có hoa trong họ Cúc. Loài này được (DC.) Fenzl ex Harv. mô tả khoa học đầu tiên.